# Borre, Nord

Borre este o comună în departamentul Nord, Franța. În 1 ianuarie 2022 avea o populație de 564 de locuitori.